# I'm with You (musikalbum)
I'm with You är Red Hot Chili Peppers tionde studioalbum, utgivet 30 augusti 2011 i USA och ett par dagar tidigare i andra delar av världen. Albumet är producerat av Rick Rubin och är bandets första studioalbum med nye gitarristen Josh Klinghoffer. Han anslöt till bandet efter John Frusciantes avgång under 2009. Albumet är deras första sedan Stadium Arcadium (2006), det är den längsta tiden hittills mellan bandets studioalbum. Sångaren Anthony Kiedis om albumet, "There is no question - this is a beginning"

## Inspelning
Albumet spelades in mellan september 2010 och mars 2011 vid Cello Studios (samma studio där Californication spelades in) och East West Studios i Los Angeles, Kalifornien samt Shangri La Studios i Malibu, Kalifornien. Det är deras sjätte album i rad med Rick Rubin som producent.

## Turné
Under våren 2011 meddelade bandet datum för världsturnén I'm with You, bandets första turné på nästan fyra år. Som uppvärmning spelade bandet på några festivaler i Asien.  Turné inleddes i Colombia i september 2011 och är planerad att pågå till 2013. Den första delen av turnén pågick fram till december 2011, med några spelningar i Sydamerika, och en lång rad konserter i Europa, däribland två konserter i Stockholm, den 11 och 12 oktober.
Den 29 mars 2012 fortsatte turnén, nu i Nordamerika. Den 23 juni-1 augusti hölls ytterligare sexton konserter i Europa, bland annat i Italien, Spanien, Ukraina och Ryssland. Enligt planerna ska turnén under 2012-2013 även besöka Australien, Asien och Afrika.

## Låtlista
Alla låtar skrivna av Red Hot Chili Peppers
1. "Monarchy of Roses" – 4:12
2. "Factory of Faith" – 4:21
3. "Brendan’s Death Song" – 5:39
4. "Ethiopia" – 3:50
5. "Annie Wants a Baby" – 3:40
6. "Look Around" – 3:27
7. "The Adventures of Rain Dance Maggie" – 4:43
8. "Did I Let You Know" – 4:21
9. "Goodbye Hooray" – 3:52
10. "Happiness Loves Company" – 3:33
11. "Police Station" – 5:35
12. "Even You Brutus?" – 4:01
13. "Meet Me at the Corner" – 4:22
14. "Dance, Dance, Dance" – 3:45

## Medverkande
- Michael "Flea" Balzary - bas, piano
- Josh Klinghoffer - gitarr, keyboard, sång
- Anthony Kiedis -  sång
- Chad Smith -  trummor,  slagverk

### Fotnoter
1. ↑  ”Exclusive: Inside the Red Hot Chili Peppers' Comeback Album”. Rolling Stone. Arkiverad från originalet den 11 juni 2011. https://web.archive.org/web/20110611061219/http://www.rollingstone.com/music/blogs/alternate-take/exclusive-inside-the-red-hot-chili-peppers-comeback-album-20110608. Läst 19 juni 2011.
2. ↑  ”Arkiverade kopian”. Arkiverad från originalet den 18 juni 2011. https://web.archive.org/web/20110618224928/http://redhotchilipeppers.com/2011/06/17/european-tour-dates/. Läst 6 juli 2011.